# Оксфордський електричний дзвінок

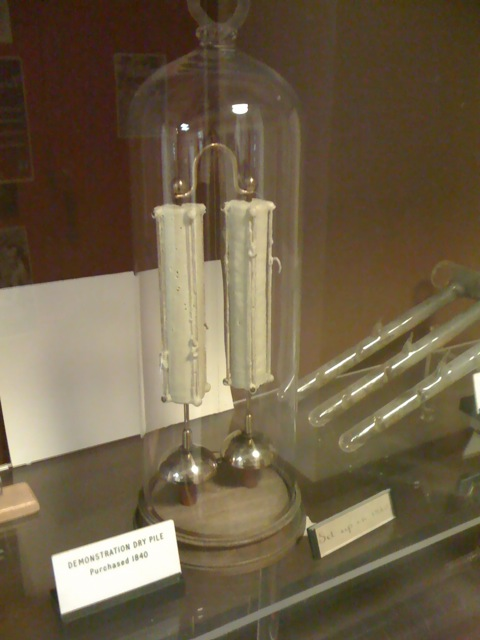
Фотографія дзвінка, 2009 рік

Оксфордський електричний дзвінок (англ. Oxford Electric Bell або Clarendon Dry Pile) — експериментальний електричний дзвінок, створений в 1840 році і який працює майже безперервно (виключаючи випадкові короткі перерви, викликані підвищеною вологістю) по теперішній час.
Дзвінок був зроблений в майстерні Воткіна і Хілла (англ. Watkin and Hill) та придбаний професором фізики Робертом Уокером (англ. Robert Walker). Знаходиться в коридорі лабораторії Clarendon Laboratory Оксфордського університету в Англії і дзвонить досі, неголосно, тому що знаходиться у вітрині за двома шарами скла.
Він використовує електростатичні сили: металева сфера діаметром близько 4 мм вагається між двома металевими дзвонами, з частотою 2 Гц. Кожен дзвін підключений до свого електроду батареї. Коли сфера торкається одного дзвону, вона заряджається, відштовхується від нього та торкається іншого дзвону, де отримує заряд протилежного знаку. Електричний заряд, який передається при цьому, визначається електричною ємністю сфери. Така конструкція призводить до вкрай малого споживання струму від двох послідовно з'єднаних вольтових стовпів, які залиті для герметичності сіркою, і досі ніхто точно не знає, як саме вони влаштовані.
Оксфордський електричний дзвінок не демонструє вічний рух, як може здатися на перший погляд. Все залежить тільки від ємності елементів живлення і вкрай маленького струму споживання. Також він може припинити роботу від зносу елементів.